# Jesús Goyzueta
Jesús Goyzueta (9 lutego 1947) – piłkarz peruwiański grający podczas kariery na pozycji bramkarza. 

## Kariera klubowa
Jesús Goyzueta podczas kariery piłkarskiej występował w klubie Universitario Lima. 

## Kariera reprezentacyjna
W 1970 Goyzueta uczestniczył w Mistrzostwach Świata. Na turnieju w Meksyku był rezerwowym i nie wystąpił w żadnym meczu. W reprezentacji Peru zadebiutował 11 sierpnia 1971 w wygranym 1-0 meczu w Copa del Pacifico z Chile. Drugi i zarazem ostatni raz w reprezentacji wystąpił 15 sierpnia 1971 w przegranym 0-2 towarzyskim meczu z Paragwajem